# Chapin (Carolina del Sur)
Chapin es un pueblo ubicado en el condado de Lexington en el estado estadounidense de Carolina del Sur. La localidad en el año 2000 tenía una población de 628 habitantes en una superficie de 4.7 km², con una densidad poblacional de 135 personas por km². 

## Geografía
Chapin se encuentra ubicado en las coordenadas 34°9′57″N 81°20′50″O / 34.16583, -81.34722. Según la Oficina del Censo, la localidad tiene un área total de 4,7 km² (1,8 mi²), de la cual 4,7 km² (1,8 mi²) es tierra y 0 km² (0 mi²) (0.55%) es agua.

### Localidades adyacentes
El siguiente diagrama muestra a las localidades en un radio de 20 kilómetros (12,4 mi) de Chapin.

## Demografía
Según el censo de 2000, los límites incorporados de la ciudad de Chapin tenía una población de 628. El censo registró 249 unidades de vivienda ocupadas dentro de la ciudad. El ingreso per cápita fue $ 24.124. La mediana de ingresos de los hogares dentro de los límites de la ciudad era $ 48.750. 